# Buffyverse
Le Buffyverse (ou parfois Buffyvers en français) fait référence à l'univers fictif créé par Joss Whedon et au sein duquel les séries télévisées Buffy contre les vampires et Angel prennent place. Il s'agit d'un mot-valise entre Buffy, héroïne de cet univers, et Universe (« univers » en français).
C'est un terme qu'on utilise pour faire référence à l'univers en général, sans se baser sur une série ou une autre. En outre, de nombreuses histoires sous forme de comics et de romans prennent place dans cet univers ce qui contribue à son importance.